# House of Pleasure
House of Pleasure è il primo album in studio del gruppo musicale portoricano Plan B, pubblicato il 20 luglio 2010.

## Tracce
1. Intro
2. Tarde En La Noche
3. ¿Por Qué Te Demoras?
4. La Nena De Papi (feat. Tito El Bambino)
5. Si No Le Contesto
6. Es Un Secreto
7. El Amor No Existe
8. Lloras (feat. R.K.M & Ken-Y)
9. Nos Fuimos Discoteca
10. Partysera (feat. De La Ghetto)
11. El Que La Hace La Paga
12. Mis Canciones Hablan De Sexo (feat. J-King & Maximan)
13. ¿Qué Me Paso?
14. House Of Pleasure
15. Outro